# Zouheir Laaroubi
Zouheir Laaroubi (arab. ‏زهير لعروبي‎; ur. 30 lipca 1984) – marokański piłkarz, grający na pozycji bramkarza. W sezonie 2021/2022 zawodnik Maghrebu Fez.

## Kariera klubowa
Zaczynał w KACu Kénitra. Pierwszy mecz w barwach tego zespołu rozegrał 16 października 2011 roku przeciwko Wydadowi Fez, zremisowanym 1:1. Łącznie w Kénitrze rozegrał 13 ligowych meczów.
1 lipca 2012 roku został zawodnikiem Difaâ El Jadida. W zespole z El Jadidy zadebiutował 16 września 2012 roku w meczu przeciwko OC Safi, wygranym 0:1. Łącznie w tym zespole rozegrał 51 ligowych meczów.
2 lipca 2015 roku podpisał kontrakt z Wydadem Casablanca. W zespole z największego miasta kraju zadebiutował 6 września 2015 roku w meczu przeciwko FARowi Rabat, wygranym 4:2. W sezonie 2016/2017 zdobył z Wydadem mistrzostwo kraju oraz Afrykańską Ligę Mistrzów. W sezonie kolejnym zdobył Afrykański Super Puchar, występując przez całe spotkanie. Wystąpił także na klubowych mistrzostwach świata. Łącznie w Casablance rozegrał 67 ligowych meczów.
1 lipca 2018 po raz pierwszy wyjechał za granicę, konkretnie do Arabii Saudyjskiej, do klubu Ohod Al-Medina. Zadebiutował w nim 30 sierpnia 2018 roku w meczu przeciwko Al-Nasr (ówczesnemu liderowi tabeli), przegranym 1:2. Łącznie w Arabii Saudyjskiej Zouheir Laaroubi rozegrał 16 meczów.
17 stycznia 2019 roku powrócił do ojczyzny, podpisując kontrakt z Moghrebem Tétouan. Po raz pierwszy w koszulce Moghrebu zagrał 10 dni po transferze, nie puszczając gola w meczu przeciwko FARowi Rabat (spotkanie zakończyło się bezbramkowym remisem). Łącznie w Tetuanie rozegrał 12 ligowych spotkań. 
1 lipca 2019 roku przeniósł się do Renaissance Berkane. W zespole z Berkane zadebiutował 14 września 2019 roku w meczu Afrykańskiego Pucharu Konfederacji przeciwko Ashanti Gold SC, przegranym 3:2. W sezonie 2019/2020 Zouheir Laaroubi ten puchar, występując we wszystkich meczach turnieju. Łącznie rozegrał 41 ligowych meczów.
11 sierpnia 2021 roku został graczem Maghrebu Fez. W tym klubie zadebiutował 12 września w meczu przeciwko Renaissance Berkane, zremisowanym 0:0, grając cały mecz. Łącznie do 29 stycznia 2022 zagrał 2 mecze.